# Gare de Berlin-Nikolassee
La gare de Berlin-Nikolassee (en allemand : Bahnhof Berlin-Nikolassee) est une gare ferroviaire sur le réseau de S-Bahn dans le sud-ouest de la capitale allemande. Elle est située à la bifurcation de la ligne du Wannsee et de la ligne de Berlin à Blankenheim, dans le quartier de Nikolassee.

## Situation ferroviaire
La station est constituée de deux points d'arrêt indépendants : la plate-forme de la ligne 1 sur la ligne du Wannsee a le code NIW, la plate-forme de la ligne 7 sur la ligne de Berlin à Blankenheim  (en prolongation de la Stadtbahn) s'appelle NIS. C'est une gare de catégorie 4 d'après la classification allemande. Elle est dans la zone tarifaire B de la communauté des transports de Berlin-Brandebourg.

## Histoire
L'initiative de construction de la station est  a été confiée à la société immobilière Heimstätten AG qui souhaite ouvrir la nouvelle colonie de villas Nikolassee. La station est d’une grande importance pour le succès de la fondation de la résidence. Pour cette raison, le bâtiment de réception somptueux dans un style néo-gothique rappelant celui du gothique de brique, conçu par les architectes Fritz Bräuning et Paul Vogler, est construit.
La gare de Nikolassee située à l'intersection de la ligne de Berlin à Blankenheim et de la ligne du Wannsee est ouverte le 1er mai 1902. L'électrification est établie en 1928 la ligne de Berlin à Blankenheim et en 1933 sur la ligne du Wannsee. Un pont de liaison à l'extrémité nord des deux quais, a été réalisé entre 1934 et 1938.

## Service des voyageurs

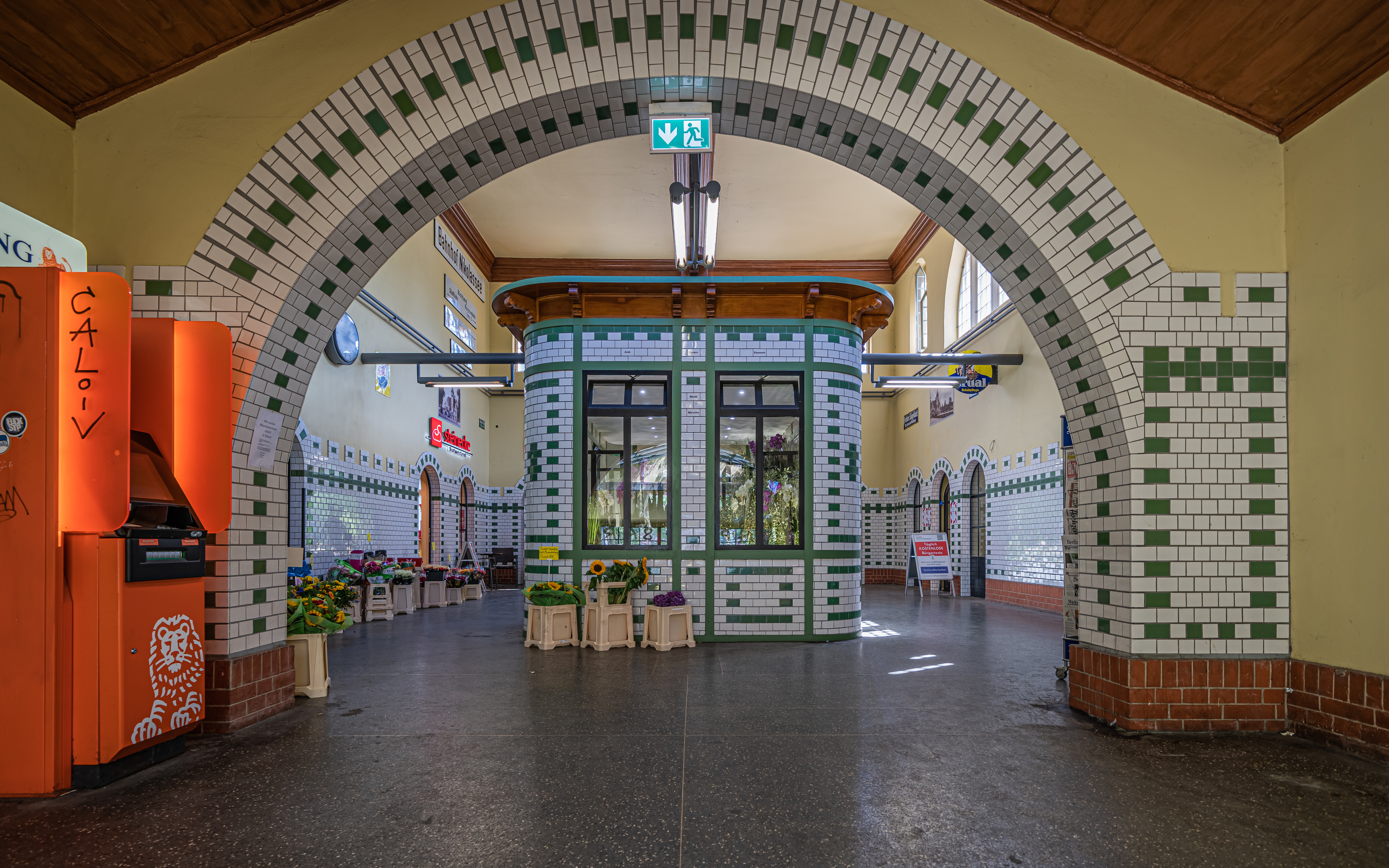
Hall d'entrée.

### Accueil
La gare est un point d'arrêt non géré en accès libre comprenant quatre voies de chemin de fer et deux quais centraux. 

### Desserte
Les deux haltes sont desservies toutes les dix minutes respectivement par la ligne 1 et la ligne 7 du S-Bahn de Berlin.

### Intermodalité
La gare est en correspondance avec les lignes d'omnibus 112, 312 et N16 de la Berliner Verkehrsbetriebe.